# مهرجان بوسان السينمائي الدولي
مهرجان بوسان السينمائي الدولي الذي ينعقد سنويا منذ عام 1996 في بوسان، ثاني أكبر مدينة في كوريا الجنوبية، يعتبرأهم مهرجان سينمائي في قاره آسيا وواحد من أكبر أسواق السينما في العالم.
منذ نشأته ساهم المهرجان في التعريف بالعديد من المواهب الجديدة بين المخرجين الآسيويين، مثل الصيني جيا زنكي، الكوري كيم كي دوك والعراقي مهند حيال الذي فاز بجائزة افضل فيلم اسيوي في المسابقة الرسمية تيارات جديدة عام ٢٠١٩ وغيرهم من مخرجين آسيا(
المهرجان يتضمن عده أقسام للأفلام الروائية والتسجيلية، أهمها قسم «تيارات جديدة» المخصص للأفلام الآسيوية، وقسم «سينما العالم» المخصص للاتجاهات الجديدة في السينما العالمية.
مهرجان بوسان للسينما
الدولية، مركز السينما
في آسيا الذي يعقد
مهرجانه الثالث عشر
للعام 2008 متخطياً
الحواجز التي تفصل
الأفلام الوثائقية والصور
المتحركة والتجارية
والمستقلة والأفلام الرقمية
والتقليدية ويساعد على
جمع مخرجي السينما
في آسيا والممثلين إلى
المسرح الدولي.

## وصلات خارجية
- الموقع الرسمي لمهرجان بوسان السينمائي الدولي
- "Vank". Voluntary Agency Network of Korea. مؤرشف من الأصل في 2019-05-05.
- "Korea Be Inspired". Korea Tourism Organization. مؤرشف من الأصل في 2010-07-04.